# トゥールーズ・ブラニャック空港
トゥールーズ・ブラニャック空港 (フランス語 : Aéroport de Toulouse – Blagnac) はフランス共和国オート＝ガロンヌ県トゥールーズ北西部およびブラニャック西部にまたがって位置する空港。航空機メーカーのエアバスおよびATRの組み立て工場に隣接している。
2012年の利用者は7,559,350名であった。

## 概要
旅客ターミナルからはヨーロッパ各地やアフリカ北部への便が発着している。ターミナルは1つの建物であるが、航空会社によって利用するホール(Hall)は異なる。

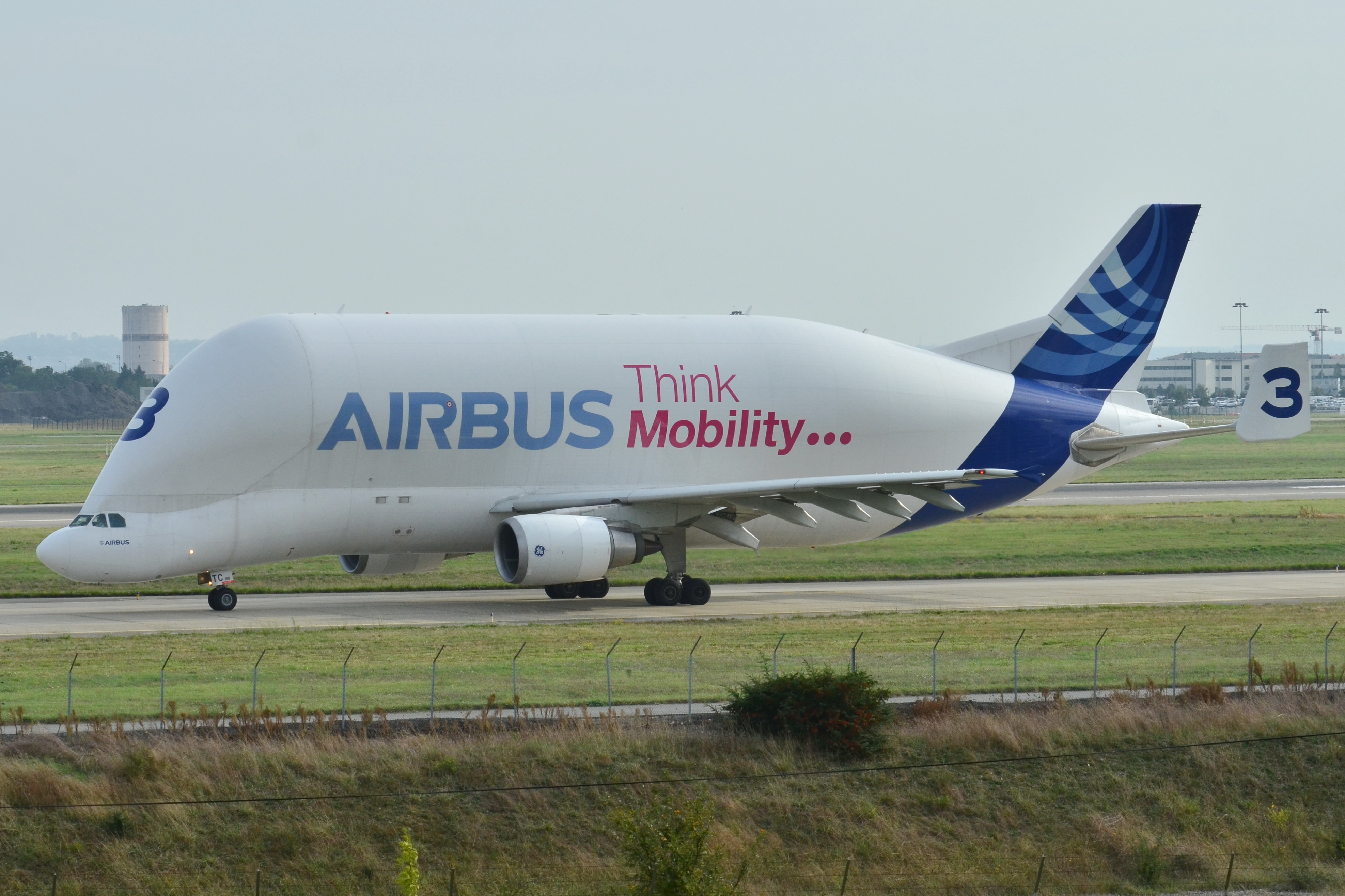
当空港に飛来するエアバス ベルーガ

旅客用空港としての役割だけでなく、エアバス・ATRの組み立て拠点にもなっている。両社で製造された航空機はこの空港からテスト飛行を実施するほか、機体の部品を輸送する大型輸送機（エアバス ベルーガ）が飛来する。新型機の発表などもこの空港において行われる事が多い。
エアバスのトゥールーズ工場は約16,000名の従業員が勤務する同社最大の拠点であり、約13,000名が勤務するドイツのハンブルク工場と並んでヨーロッパの航空産業・国際分業における重要な地位を占める拠点である。

トゥールーズ・ブラニャック空港の運営会社（Toulouse–Blagnac Airport S.A.）は2007年3月に資本金148,000ユーロで設立された。フランス政府（60%）、トゥールーズ商工会議所（25%）などが株主となっている。この運営会社は2046年までフランス政府からのフランチャイズ契約の下で運営されることになっている。
- ブラニャック空港を離陸するエアバスA380

## 就航地
| 航空会社                                                         | 就航地 | ホール  |
| ---------------------------------------------------------------- | --- | ------- |
| エアリンガス                                                     | ダブリン | C       |
| ライアンエアー                                                   | パフォス、イビサ、ミラノ/BGY、メノルカ島、リスボン、ナドール、パルマ・デ・マヨルカ、マラケシュ、マンチェスター、タンジェ、ブダペスト、バーリ、セビリア、アリカンテ、コルフ島、ローマ/FCO、バレッタ、アガディール、ラバト、クラクフ、ファロ、バーミンガム、ポルト、フェズ、ダブリン、フィガリ、ナポリ、ヴェネツィア、テネリフェ島、バレンシア、エディンバラ、ロンドン/STN、ウジダ、ブリストル、ルクセンブルク、ブリュッセル | B       |
| アルジェリア航空                                                 | アルジェ、オラン 季節運航: コンスタンティーヌ | D       |
| エア・アラビア・モロッコ                                         | カサブランカ | C       |
| エール・コルシカ                                                 | アジャクシオ | C       |
| エールフランス                                                   | カサブランカ, ハンブルク, リヨン, マラガ , マルタ, マラケシュ, パリ（シャルル・ド・ゴール）, パリ（オルリー）, ローマ（フィウミチーノ）, セビリヤ, ストラスブール, ヴェネツィア 季節運航: アテネ, コルフ, プラハ | B, C, D |
| エア・トランザット                                               | 季節運航: モントリオール | D       |
| アリタリア-イタリア航空 （アリタリア・シティライナーによる運航） | ローマ（フィウミチーノ） | B       |
| ブリティッシュ・エアウェイズ                                     | ロンドン（ヒースロー） | C       |
| ブリュッセル航空                                                 | ブリュッセル | B       |
| イースタン航空                                                   | ディジョン | B       |
| イージージェット                                                 | ユーロエアポート, ブリストル, ブリュッセル, ジュネーヴ, リール, ロンドン（ガトウィック）, リヨン, マラケシュ, ナント, ニース, パリ（シャルル・ド・ゴール）, パリ（オルリー）, ローマ（フィウミチーノ） 季節運航: バスティア | C       |
| ユーロウイングス                                                 | ハンブルク | B       |
| オップ!                                                          | マルセイユ, ナント, ニース, リール, レンヌ 季節運航: キャルヴィ, フィガリ | C       |
| イベリア航空 （エア・ノストラムによる運航）                      | マドリード, セビリア | B       |
| IGavion （スカイタクシーによる運航）                             | アルベール | B       |
| Jet2.com                                                         | 季節運航: エディンバラ, リーズ（ブラッドフォード）, マンチェスター | D       |
| ジェットエアフライ                                               | マラケシュ | D       |
| KLMオランダ航空 （KLMシティホッパーによる運航）                  | アムステルダム | C       |
| ルフトハンザドイツ航空                                           | フランクフルト, ミュンヘン | B       |
| ロイヤル・エア・モロッコ                                         | カサブランカ, マラケシュ(2025年10月10日より運航再開予定) | D       |
| TAP ポルトガル航空 （ポルトガリア航空による運航）                | リスボン | B       |
| チュニスエア                                                     | チュニス | D       |
| ターキッシュ エアラインズ                                        | イスタンブール（アタテュルク） | C       |
| ツインジェット                                                   | メス・ナンシー, ミラノ（マルペンサ） | B       |
| ボロテア                                                         | 季節運航: アジャクシオ, バスティア | C       |
| ブエリング航空                                                   | バルセロナ 季節運航: イビサ, マラガ, パルマ・デ・マヨルカ | B       |
| XL航空                                                           | 季節運航: プンタ・カナ | D       |

この他、エアバス社従業員のための工場間連絡シャトル便（チャーター便）がトゥールーズ-ハンブルク間に朝晩1往復ずつ就航している。

## 交通機関
トゥールーズ市街地と空港を結ぶシャトルバスがホールB前から20分間隔で運行されている。市街地までの所要時間は約20分で、トゥールーズ地下鉄B線上のCompans Caffarelli駅およびジャンヌ・ダルク駅、TGVのトゥールーズ・マタビオ駅に停車する。
2015年4月には、空港駅と市南部のPalais de Justice駅を結ぶトラムのT2系統が開業した。Arènes駅でメトロＡ線と、Palais de Justice駅でメトロＢ線と接続する。
タクシーでもトゥールーズ市街地中心部へ片道約22ユーロで移動できる。
空港を持たないアンドラに近いため、アンドラへ向けて毎日3往復のバスが運航されている。

## 航空事故・インシデント
- 1988年1月29日 : ビッカース ヴァンガード（機体記号:F-GEJF）で運航されていたインターカーゴサービス1004便が、エンジン4発中3発しか正常に動作しない状態で着陸を試みて墜落した。死者はいなかった[9]。
- 1994年6月30日 : テスト飛行の一環としてエンジン1基を停止して飛行を行っていたエアバスA330-300が墜落し、乗っていた7人全員が死亡した（エアバス・インダストリー129便墜落事故）[10]。
- 2007年11月15日 : エアバスの工場において、エティハド航空に納入される予定だったエアバスA340-600がエンジンテスト中に暴走し、コンクリート製のジェットブラストデフレクターに衝突した。作業員が適切な手順を踏まずにテストを実施したため、車輪がロックされていない状態で4つのエンジン出力が最大になったことに加え、ブラストデフレクターから機体を離して試験を実施したことで制動力が減少したことで事故が発生した。 5名が怪我を負い、機体は大破した[11]。

## 展示
エールフランスで使用されていたコンコルド（機体記号:F-BVFC）が屋外に展示されている。